# Campeonato Mundial de Ciclismo en Pista de 1938
El XLI Campeonato Mundial de Ciclismo en Pista se celebró en Ámsterdam (Países Bajos) entre el 27 de agosto y el 4 de septiembre de 1938 bajo la organización de la Unión Ciclista Internacional (UCI) y la Real Federación Neerlandesa de Ciclismo.
Las competiciones se realizaron en la pista del Estadio Olímpico de la capital neerlandesa. En total se disputaron 3 pruebas, 2 para ciclistas profesionales y 1 para ciclistas amateur.

## Medallistas

### Profesional
| Evento               | Oro                           | Plata                     | Bronce                    |
| -------------------- | ----------------------------- | ------------------------- | ------------------------- |
| Velocidad individual | Arie van Vliet · Países Bajos | Joseph Scherens · Bélgica | Albert Richter Alemania   |
| Medio fondo          | Erich Metze Alemania          | Walter Lohmann Alemania   | Edoardo Severgnini Italia |

### Amateur
| Evento               | Oro                                | Plata               | Bronce                     |
| -------------------- | ---------------------------------- | ------------------- | -------------------------- |
| Velocidad individual | Johan van de Vijver · Países Bajos | Bruno Loatti Italia | Jan Derksen · Países Bajos |

## Medallero
| Núm. | País         | Oro | Plata | Bronce | Total |
| ---- | ------------ | --- | ----- | ------ | ----- |
| 1    | Países Bajos | 2   | 0     | 1      | 3     |
| 2    | Alemania     | 1   | 1     | 1      | 3     |
| 3    | Italia       | 0   | 1     | 1      | 2     |
| 4    | Bélgica      | 0   | 1     | 0      | 1     |
|      | TOTAL        | 3   | 3     | 3      | 9     |